# Spojené království na Eurovision Song Contest
Spojené království se zúčastnilo všech ročníků soutěže Eurovision Song Contest vyjma roků 1956 a 1958. Země patří do skupiny států, které nejvíce přispívají do Evropské vysílací unie (EVU). Proto je členem Velké pětky a postupuje tak automaticky do finále. Spojené království Eurovizi vyhrálo pětkrát, a to v letech 1967 (Sandie Shaw), 1969 (Lulu), 1976 (Brotherhood of Man), 1981 (Bucks Fizz) a v roce 1997 (Katrina and the Waves). Země drží také rekord v počtu umístění na druhém místě, což se podařilo 16 zpěvákům a skupinám.
V zemi se také soutěž konala nejčastěji, a to devětkrát. Čtyřikrát proběhla Eurovize v Londýně (1960, 1963, 1968 a 1977) a jednou v Edinburghu (1972), Brightonu (1974), Harrogate (1982), Birminghamu (1998) a v Liverpoolu (2023).
Spojené království do roku 2000 skončilo mimo nejlepší desítku pouze třikrát (1978, 1987 a 1999). V 21. století se výsledky zhoršily, země se naopak mezi nejlepších deset dostala jen třikrát v letech 2002, 2009 a 2022. V roce 2003 země s duem Jemini poprvé v historii nezískala ani bod, stejný osud potkal také zpěváka Jamese Newmana v roce 2021. Kromě těchto případů skončilo Spojené království na posledním místě ještě v letech 2008, 2010 a 2019.

## Výsledky
| Rok                    | Interpret                    | Píseň                                  | Jazyk      | Finále        | Finále        | Semifinále                  | Semifinále                  |
| Rok                    | Interpret                    | Píseň                                  | Jazyk      | Pořadí        | Body          | Pořadí                      | Body                        |
| ---------------------- | ---------------------------- | -------------------------------------- | ---------- | ------------- | ------------- | --------------------------- | --------------------------- |
| 1957                   | Patricia Bredin              | „All“                                  | angličtina | 7.            | 6             | nekonalo se                 | nekonalo se                 |
| bez účasti v roce 1958 |                              |                                        |            |               |               | nekonalo se                 | nekonalo se                 |
| 1959                   | Pearl Carr and Teddy Johnson | „Sing, Little Birdie“                  | angličtina | 2.            | 16            | nekonalo se                 | nekonalo se                 |
| 1960                   | Bryan Johnson                | „Looking High, High, High“             | angličtina | 2.            | 25            | nekonalo se                 | nekonalo se                 |
| 1961                   | The Allisons                 | „Are You Sure?“                        | angličtina | 2.            | 24            | nekonalo se                 | nekonalo se                 |
| 1962                   | Ronnie Carroll               | „Ring-a-Ding Girl“                     | angličtina | 4.            | 10            | nekonalo se                 | nekonalo se                 |
| 1963                   | Ronnie Carroll               | „Say Wonderful Things“                 | angličtina | 4.            | 28            | nekonalo se                 | nekonalo se                 |
| 1964                   | Matt Monro                   | „I Love the Little Things“             | angličtina | 2.            | 17            | nekonalo se                 | nekonalo se                 |
| 1965                   | Kathy Kirby                  | „I Belong“                             | angličtina | 2.            | 26            | nekonalo se                 | nekonalo se                 |
| 1966                   | Kenneth McKellar             | „A Man Without Love“                   | angličtina | 9.            | 8             | nekonalo se                 | nekonalo se                 |
| 1967                   | Sandie Shaw                  | „Puppet on a String“                   | angličtina | 1.            | 47            | nekonalo se                 | nekonalo se                 |
| 1968                   | Cliff Richard                | „Congratulations“                      | angličtina | 2.            | 28            | nekonalo se                 | nekonalo se                 |
| 1969                   | Lulu                         | „Boom Bang-a-Bang“                     | angličtina | 1.            | 18            | nekonalo se                 | nekonalo se                 |
| 1970                   | Mary Hopkin                  | „Knock, Knock Who's There?“            | angličtina | 2.            | 26            | nekonalo se                 | nekonalo se                 |
| 1971                   | Clodagh Rodgers              | „Jack in the Box“                      | angličtina | 4.            | 98            | nekonalo se                 | nekonalo se                 |
| 1972                   | The New Seekers              | „Beg, Steal or Borrow“                 | angličtina | 2.            | 114           | nekonalo se                 | nekonalo se                 |
| 1973                   | Cliff Richard                | „Power to All Our Friends“             | angličtina | 3.            | 123           | nekonalo se                 | nekonalo se                 |
| 1974                   | Olivia Newton-Johnová        | „Long Live Love“                       | angličtina | 4.            | 14            | nekonalo se                 | nekonalo se                 |
| 1975                   | The Shadows                  | „Let Me Be the One“                    | angličtina | 2.            | 138           | nekonalo se                 | nekonalo se                 |
| 1976                   | Brotherhood of Man           | „Save Your Kisses for Me“              | angličtina | 1.            | 164           | nekonalo se                 | nekonalo se                 |
| 1977                   | Lynsey de Paul a Mike Moran  | „Rock Bottom“                          | angličtina | 2.            | 121           | nekonalo se                 | nekonalo se                 |
| 1978                   | Co-Co                        | „The Bad Old Days“                     | angličtina | 11.           | 61            | nekonalo se                 | nekonalo se                 |
| 1979                   | Black Lace                   | „Mary Ann“                             | angličtina | 7.            | 73            | nekonalo se                 | nekonalo se                 |
| 1980                   | Prima Donna                  | „Love Enough for Two“                  | angličtina | 3.            | 106           | nekonalo se                 | nekonalo se                 |
| 1981                   | Bucks Fizz                   | „Making Your Mind Up“                  | angličtina | 1.            | 136           | nekonalo se                 | nekonalo se                 |
| 1982                   | Bardo                        | „One Step Further“                     | angličtina | 7.            | 76            | nekonalo se                 | nekonalo se                 |
| 1983                   | Sweet Dreams                 | „I'm Never Giving Up“                  | angličtina | 6.            | 79            | nekonalo se                 | nekonalo se                 |
| 1984                   | Belle and the Devotions      | „Love Games“                           | angličtina | 7.            | 63            | nekonalo se                 | nekonalo se                 |
| 1985                   | Vikki                        | „Love Is...“                           | angličtina | 4.            | 100           | nekonalo se                 | nekonalo se                 |
| 1986                   | Ryder                        | „Runner in the Night“                  | angličtina | 7.            | 72            | nekonalo se                 | nekonalo se                 |
| 1987                   | Rikki                        | „Only the Light“                       | angličtina | 13.           | 47            | nekonalo se                 | nekonalo se                 |
| 1988                   | Scott Fitzgerald             | „Go“                                   | angličtina | 2.            | 136           | nekonalo se                 | nekonalo se                 |
| 1989                   | Live Report                  | „Why Do I Always Get It Wrong“         | angličtina | 2.            | 130           | nekonalo se                 | nekonalo se                 |
| 1990                   | Emma                         | „Give a Little Love Back to the World“ | angličtina | 6.            | 87            | nekonalo se                 | nekonalo se                 |
| 1991                   | Samantha Janus               | „A Message to Your Heart“              | angličtina | 10.           | 47            | nekonalo se                 | nekonalo se                 |
| 1992                   | Michael Ball                 | „One Step Out of Time“                 | angličtina | 2.            | 139           | nekonalo se                 | nekonalo se                 |
| 1993                   | Sonia                        | „Better the Devil You Know“            | angličtina | 2.            | 164           | Kvalifikacija za Millstreet | Kvalifikacija za Millstreet |
| 1994                   | Frances Ruffelle             | „We Will Be Free (Lonely Symphony)“    | angličtina | 10.           | 63            | nekonalo se                 | nekonalo se                 |
| 1995                   | Love City Groove             | „Love City Groove“                     | angličtina | 10.           | 76            | nekonalo se                 | nekonalo se                 |
| 1996                   | Gina G                       | „Ooh Aah... Just a Little Bit“         | angličtina | 8.            | 77            | 3.                          | 153                         |
| 1997                   | Katrina and the Waves        | „Love Shine a Light“                   | angličtina | 1.            | 227           | nekonalo se                 | nekonalo se                 |
| 1998                   | Imaani                       | „Where Are You?“                       | angličtina | 2.            | 166           | nekonalo se                 | nekonalo se                 |
| 1999                   | Precious                     | „Say It Again“                         | angličtina | 12.           | 38            | nekonalo se                 | nekonalo se                 |
| 2000                   | Nicki French                 | „Don't Play That Song Again“           | angličtina | 16.           | 28            | nekonalo se                 | nekonalo se                 |
| 2001                   | Lindsay Dracass              | „No Dream Impossible“                  | angličtina | 15.           | 28            | nekonalo se                 | nekonalo se                 |
| 2002                   | Jessica Garlick              | „Come Back“                            | angličtina | 3.            | 111           | nekonalo se                 | nekonalo se                 |
| 2003                   | Jemini                       | „Cry Baby“                             | angličtina | 26.           | 0             | nekonalo se                 | nekonalo se                 |
| 2004                   | James Fox                    | „Hold On to Our Love“                  | angličtina | 16.           | 29            | člen Velké čtyřky           | člen Velké čtyřky           |
| 2005                   | Javine                       | „Touch My Fire“                        | angličtina | 22.           | 18            | člen Velké čtyřky           | člen Velké čtyřky           |
| 2006                   | Daz Sampson                  | „Teenage Life“                         | angličtina | 19.           | 25            | člen Velké čtyřky           | člen Velké čtyřky           |
| 2007                   | Scooch                       | „Flying the Flag (For You)“            | angličtina | 22.           | 19            | člen Velké čtyřky           | člen Velké čtyřky           |
| 2008                   | Andy Abraham                 | „Even If"                              | angličtina | 25.           | 14            | člen Velké čtyřky           | člen Velké čtyřky           |
| 2009                   | Jade Ewen                    | „It's My Time“                         | angličtina | 5.            | 173           | člen Velké čtyřky           | člen Velké čtyřky           |
| 2010                   | Josh Dubovie                 | „That Sounds Good to Me“               | angličtina | 25.           | 10            | člen Velké čtyřky           | člen Velké čtyřky           |
| 2011                   | Blue                         | „I Can“                                | angličtina | 11.           | 100           | člen Velké pětky            | člen Velké pětky            |
| 2012                   | Engelbert Humperdinck        | „Love Will Set You Free“               | angličtina | 25.           | 12            | člen Velké pětky            | člen Velké pětky            |
| 2013                   | Bonnie Tyler                 | „Believe in Me“                        | angličtina | 19.           | 23            | člen Velké pětky            | člen Velké pětky            |
| 2014                   | Molly                        | „Children of the Universe“             | angličtina | 17.           | 40            | člen Velké pětky            | člen Velké pětky            |
| 2015                   | Electro Velvet               | „Still in Love with You“               | angličtina | 24.           | 5             | člen Velké pětky            | člen Velké pětky            |
| 2016                   | Joe and Jake                 | „You're Not Alone“                     | angličtina | 24.           | 62            | člen Velké pětky            | člen Velké pětky            |
| 2017                   | Lucie Jones                  | „Never Give Up on You“                 | angličtina | 15.           | 111           | člen Velké pětky            | člen Velké pětky            |
| 2018                   | SuRie                        | „Storm“                                | angličtina | 24.           | 48            | člen Velké pětky            | člen Velké pětky            |
| 2019                   | Michael Rice                 | „Bigger than Us“                       | angličtina | 26.           | 11            | člen Velké pětky            | člen Velké pětky            |
| 2020                   | James Newman                 | „My Last Breath“                       | angličtina | ročník zrušen | ročník zrušen | ročník zrušen               | ročník zrušen               |
| 2021                   | James Newman                 | „Embers“                               | angličtina | 26.           | 0             | člen Velké pětky            | člen Velké pětky            |
| 2022                   | Sam Ryder                    | „Space Man“                            | angličtina | 2.            | 466           | člen Velké pětky            | člen Velké pětky            |
| 2023                   | Mae Muller                   | „I Wrote a Song“                       | angličtina | 25.           | 24            | člen Velké pětky            | člen Velké pětky            |
| 2024                   | Olly Alexander               | „Dizzy“                                | angličtina | 18.           | 46            | člen Velké pětky            | člen Velké pětky            |
| 2025                   | Remember Monday              | „What the Hell Just Happened?“         | angličtina | 19.           | 88            | člen Velké pětky            | člen Velké pětky            |

| Legenda | Legenda                              |
| ------- | ------------------------------------ |
| 1       | 1. místo                             |
| 2       | 2. místo                             |
| 3       | 3. místo                             |
| ◁       | poslední místo                       |
| X       | interpret vybrán, ale nezúčastnil se |

## Galerie

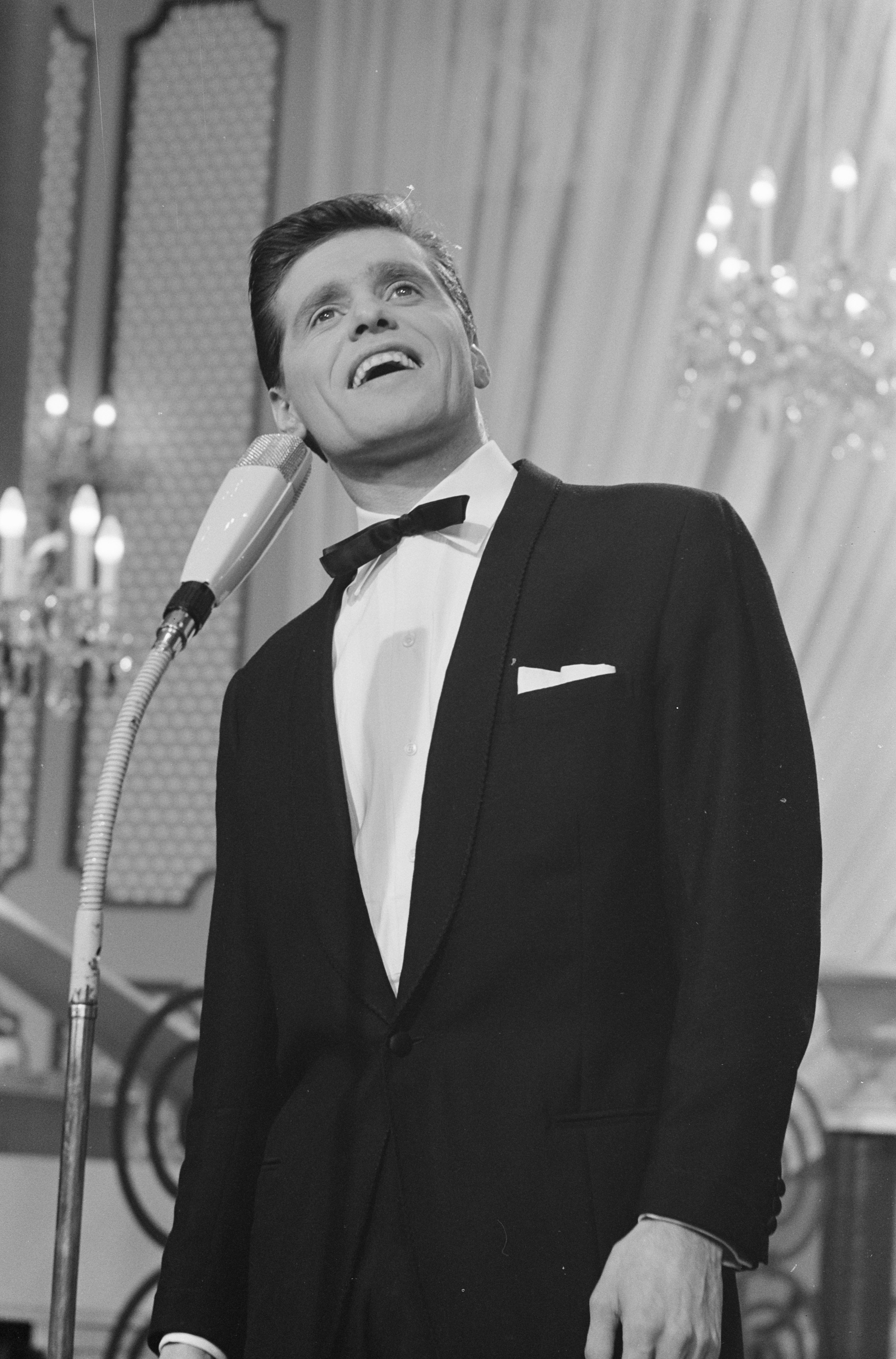
Ronnie Carroll v Lucembursku (1962)
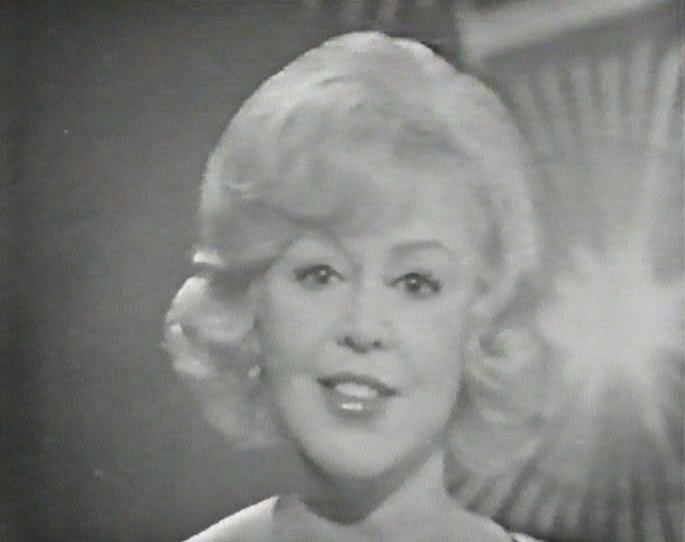
Kathy Kirby v Neapoli (1965)
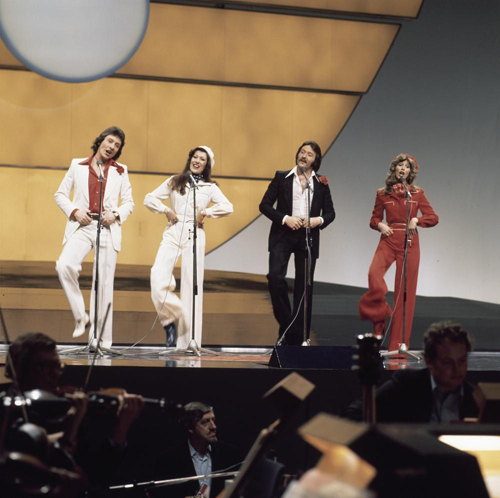
Brotherhood of Man v Haagu (1976)
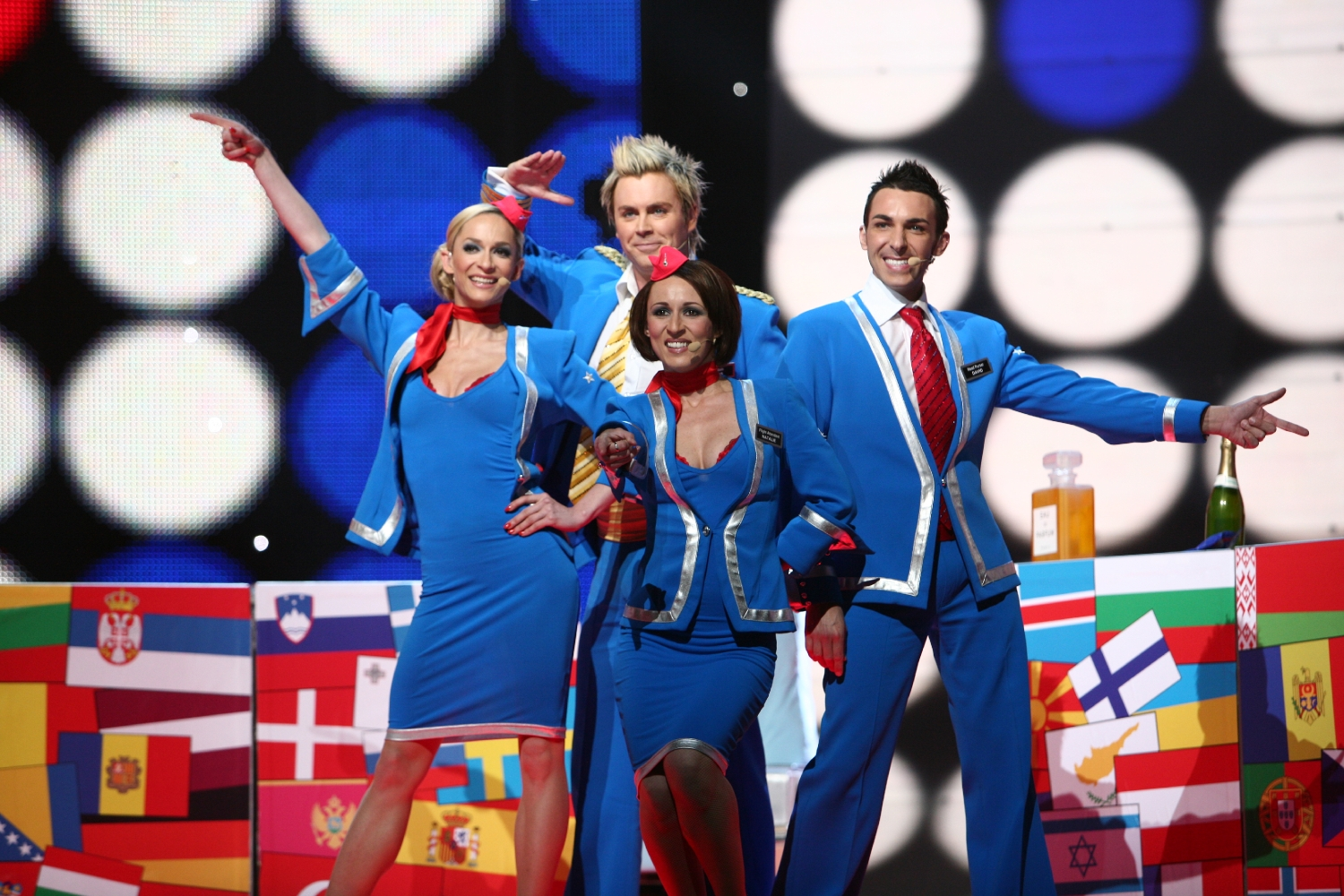
Scooch v Helsinkách (2007)
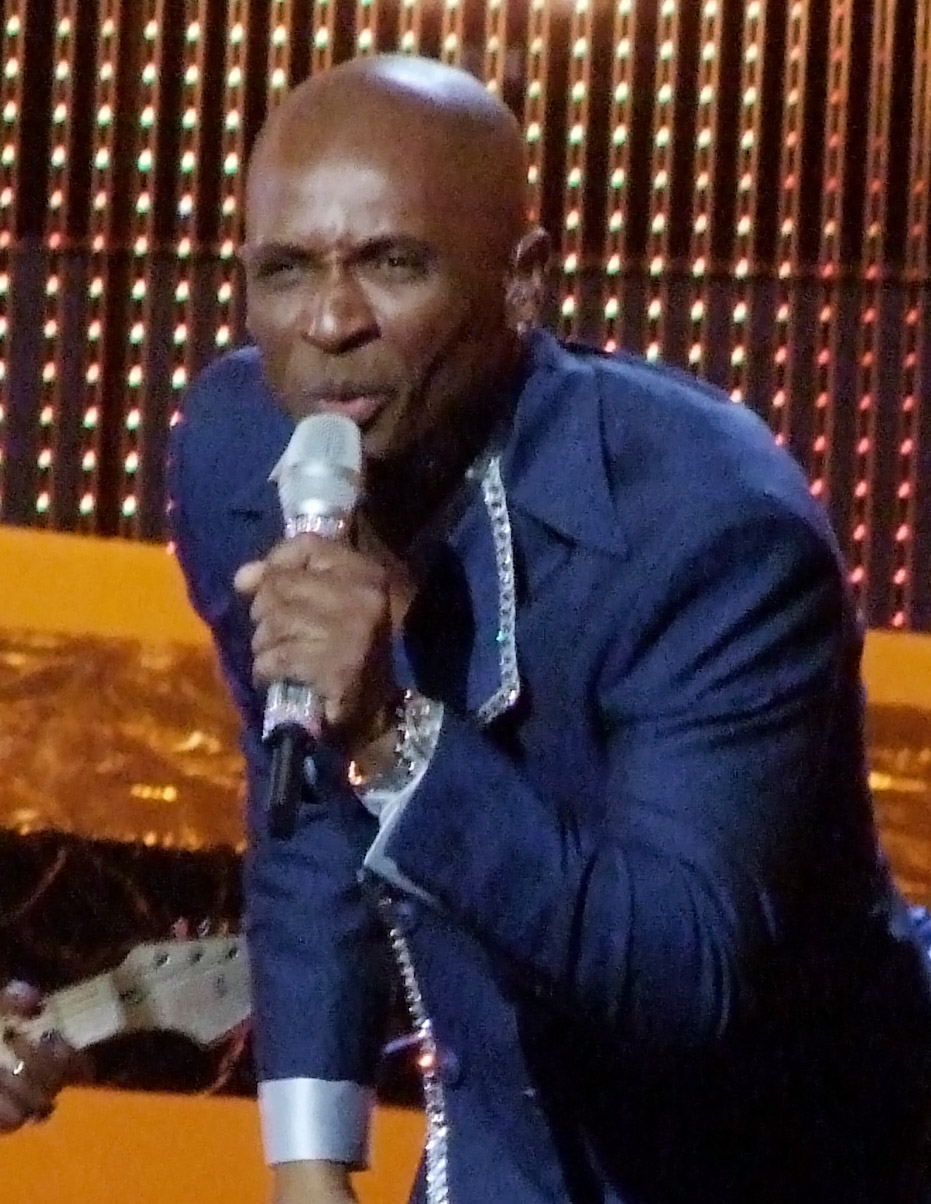
Andy Abraham v Bělehradu (2008)
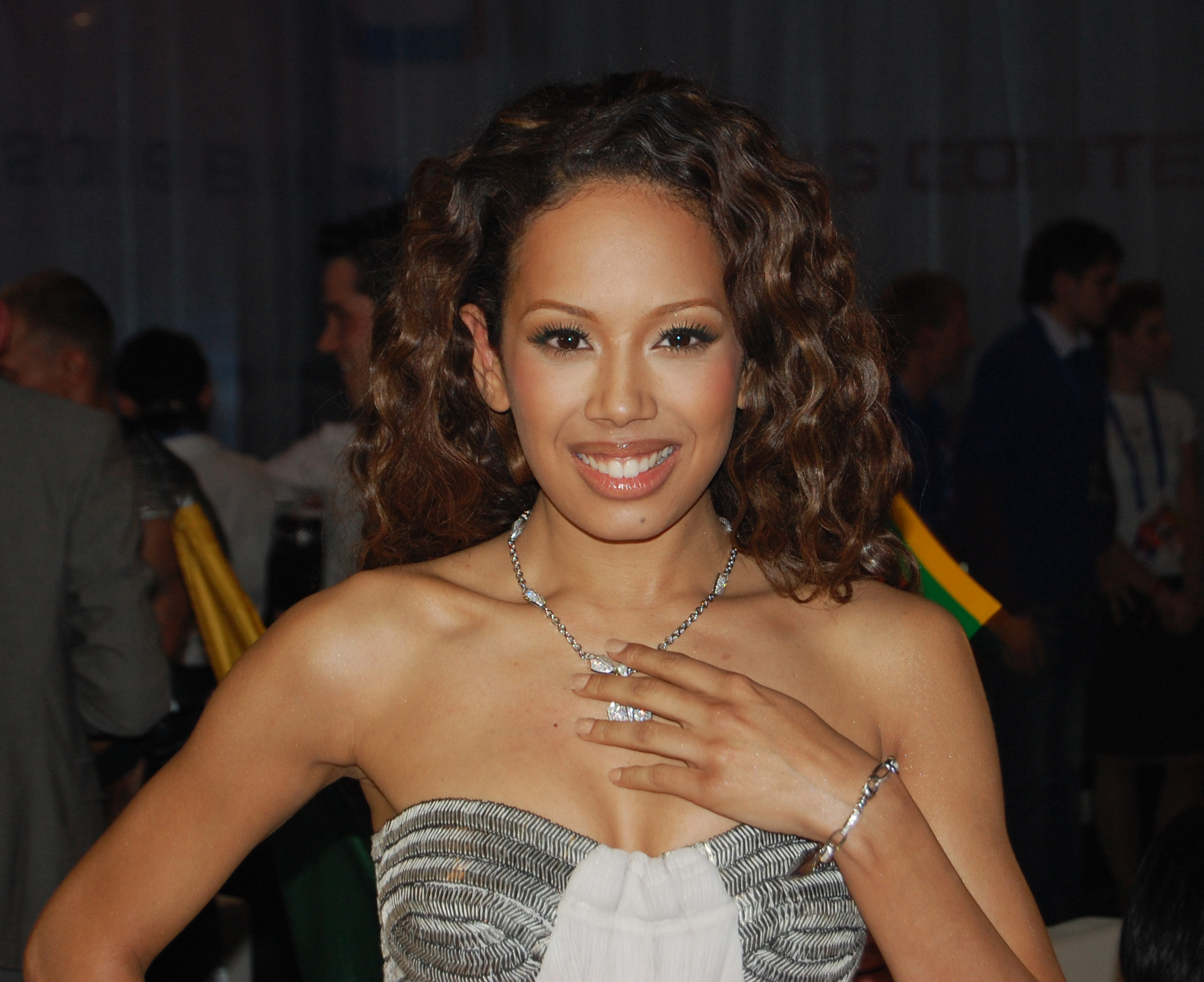
Jade Ewen v Moskvě (2009)
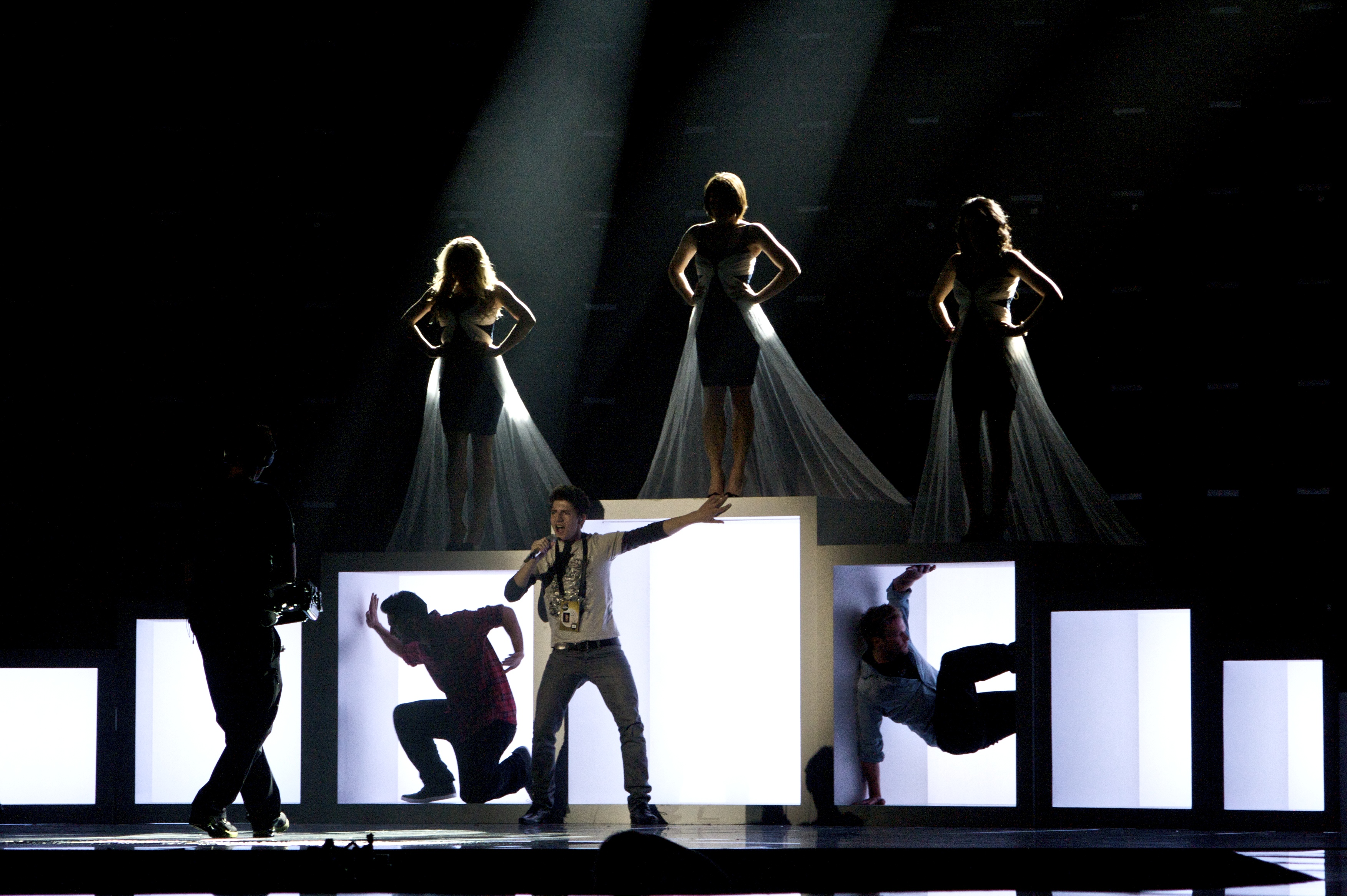
Josh Dubovie v Oslu (2010)
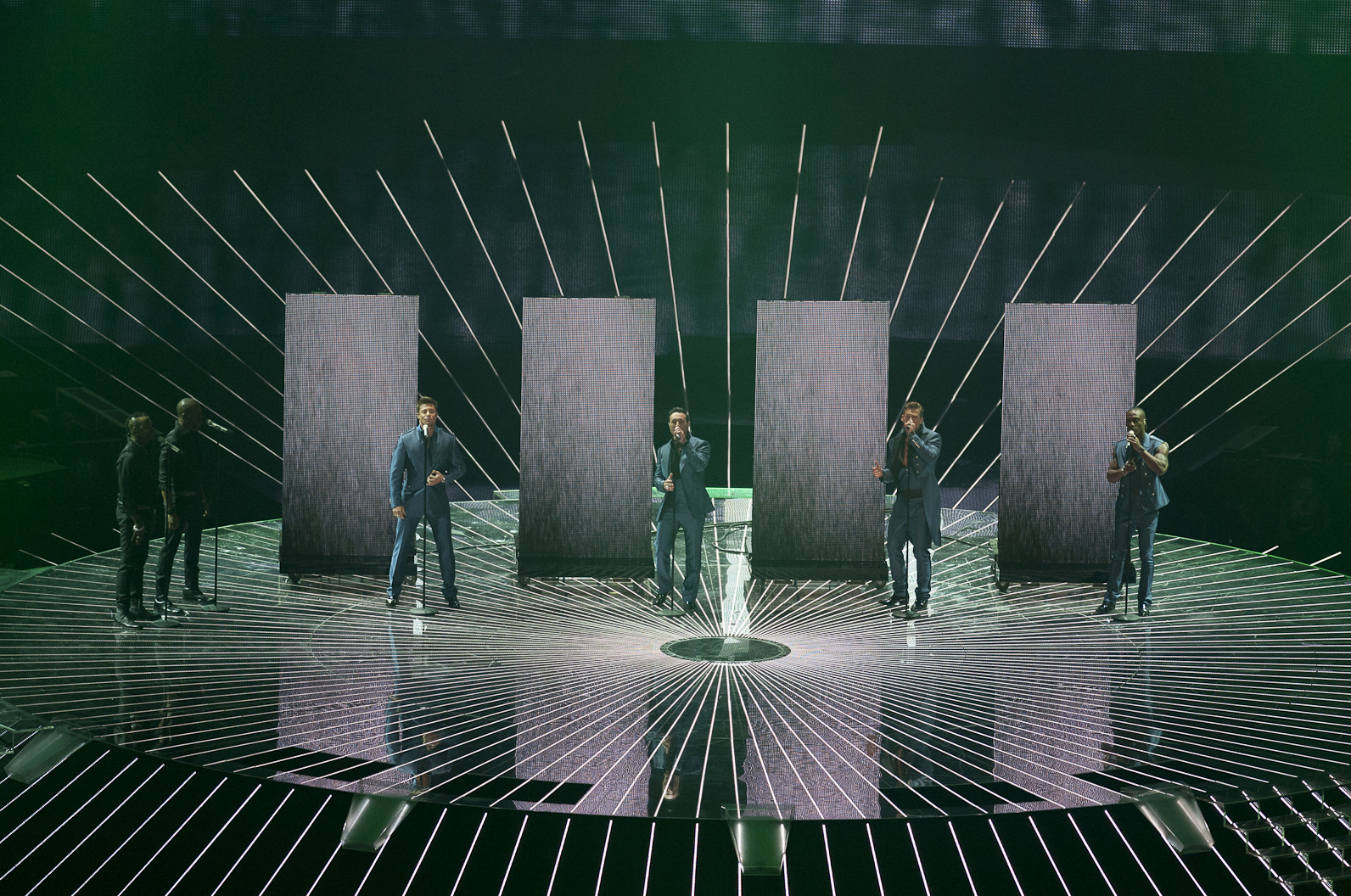
Blue v Düsseldorfu (2011)
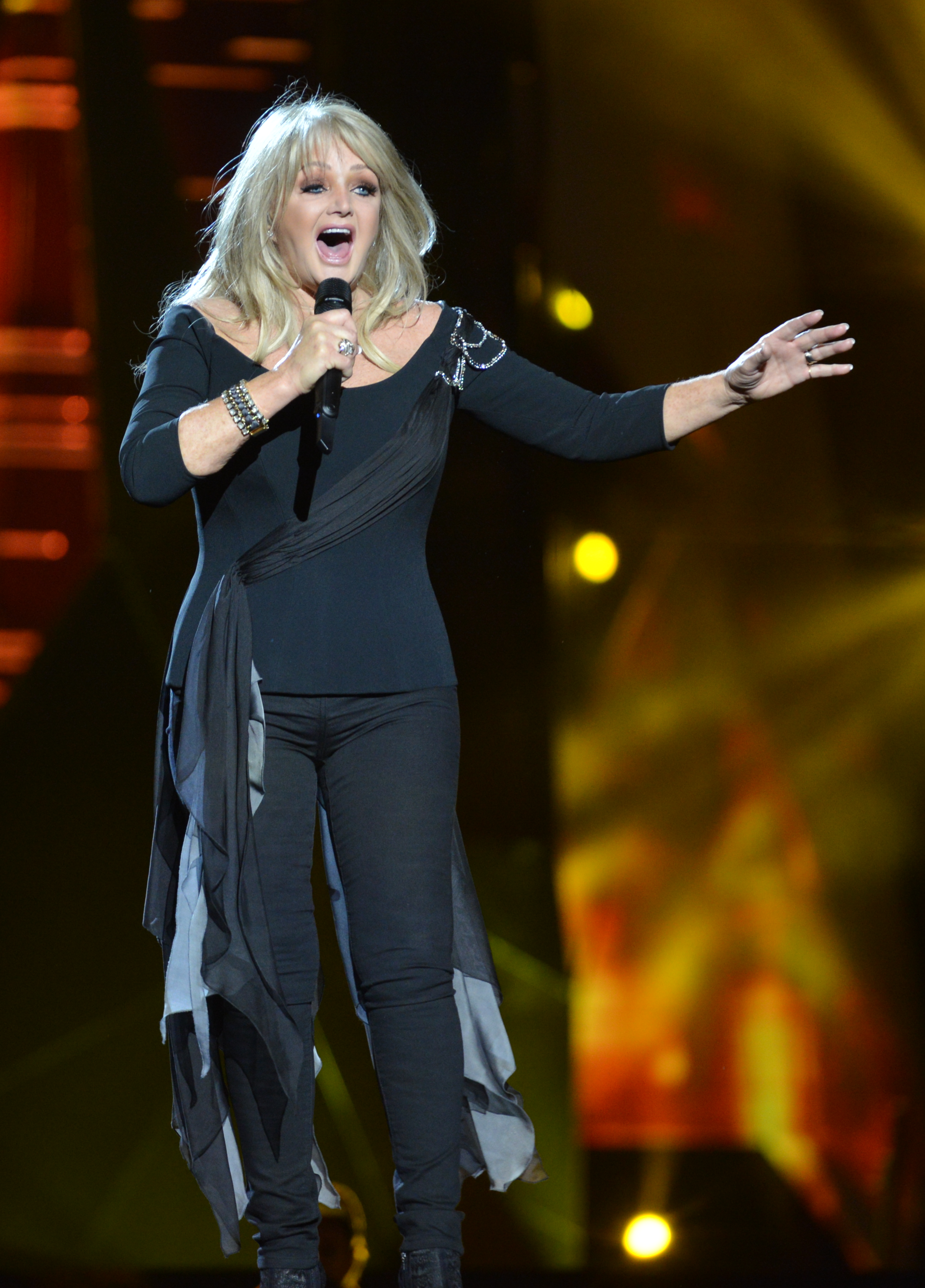
Bonnie Tyler v Malmö (2013)
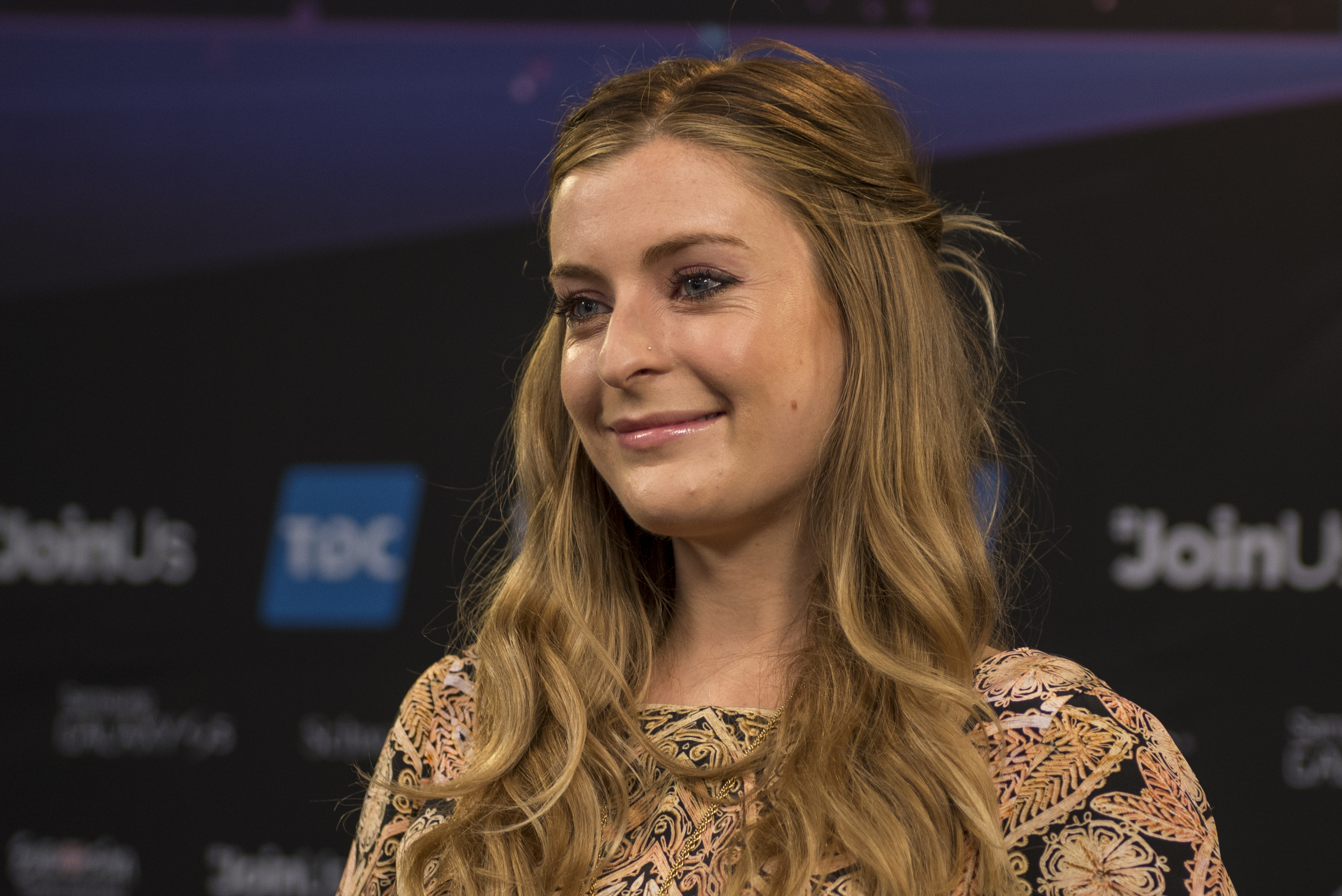
Molly v Kodani (2014)
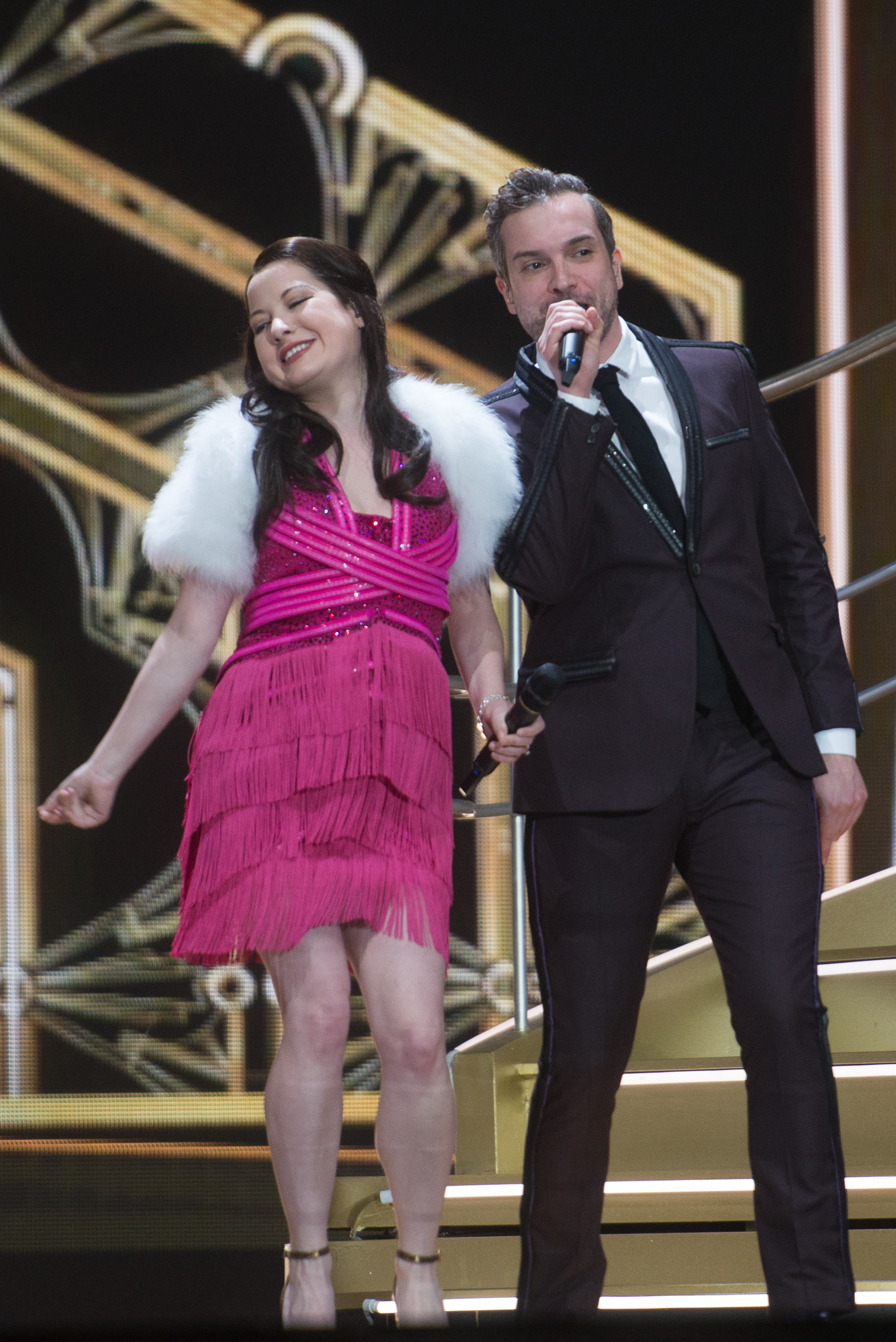
Electro Velvet ve Vídni (2015)
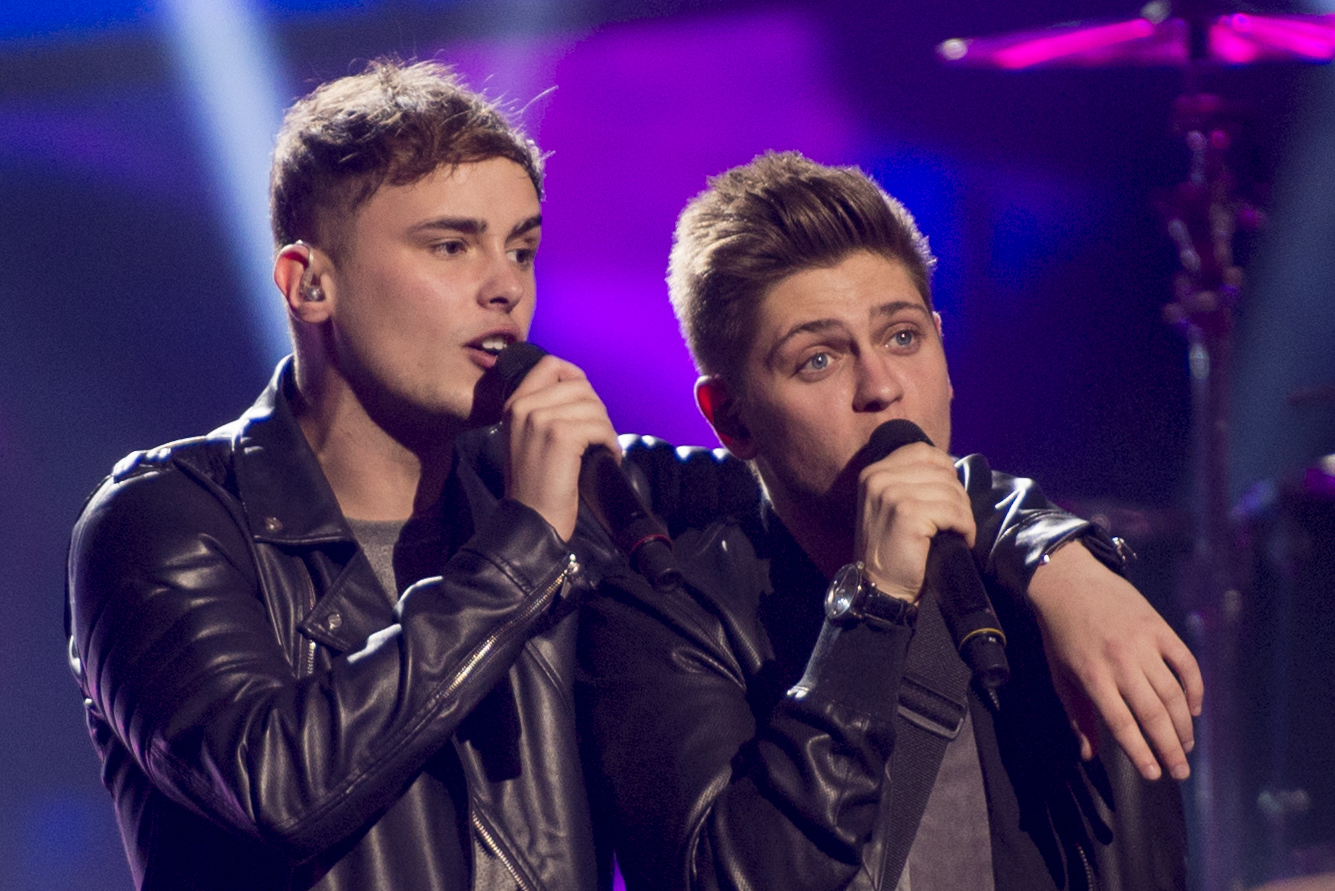
Joe and Jake ve Stockholmu (2016)
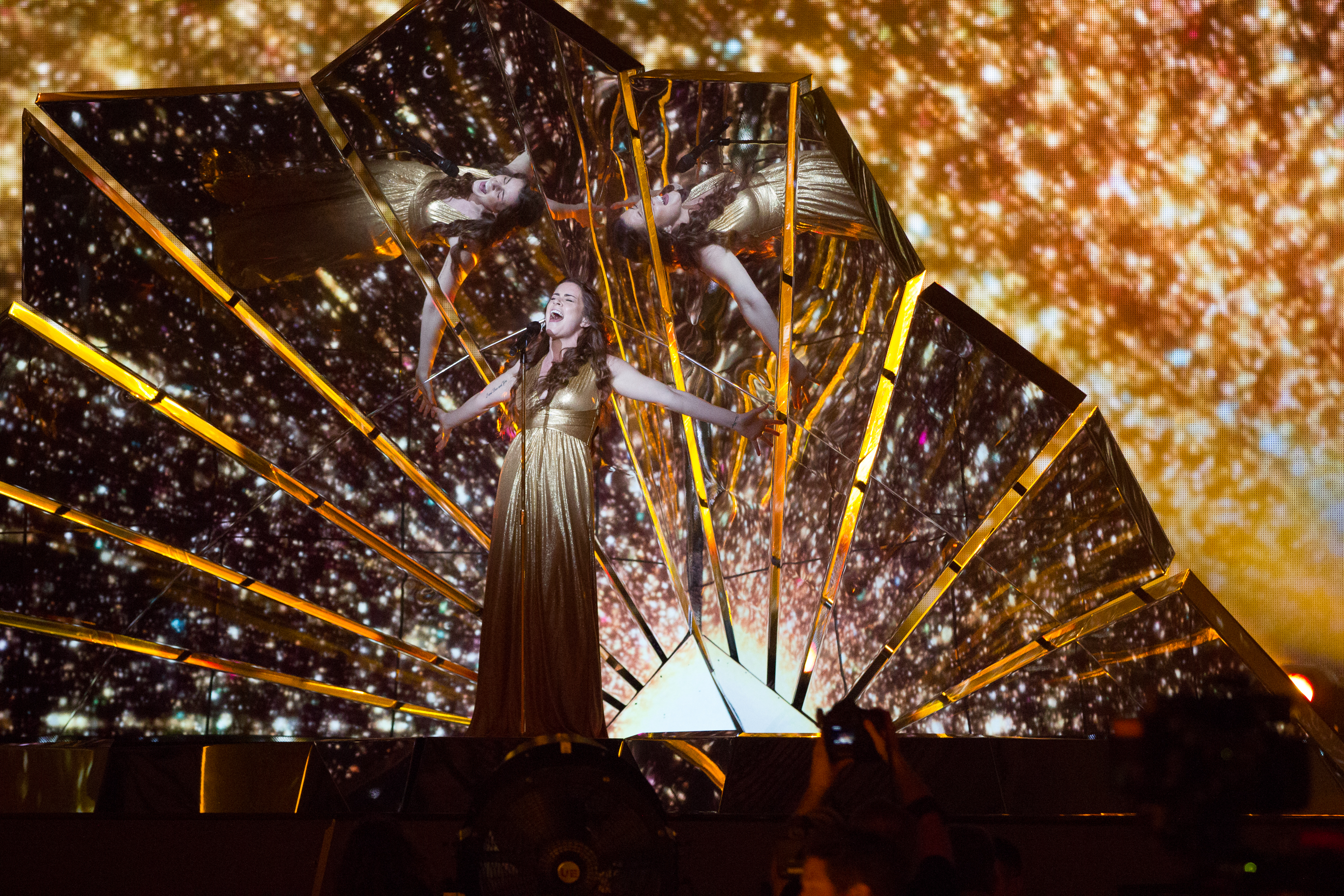
Lucie Jones v Kyjevě (2017)
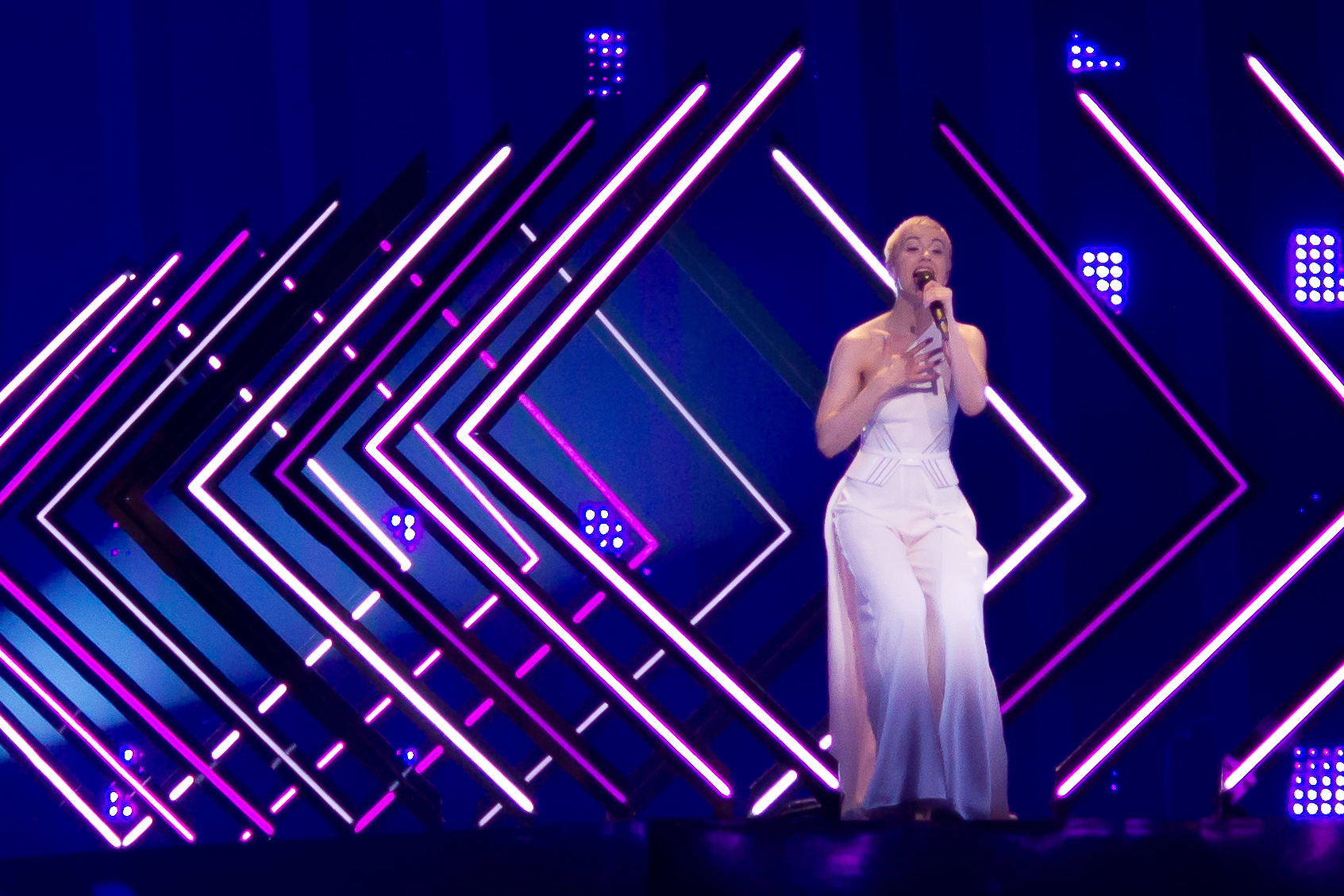
SuRie v Lisabonu (2018)
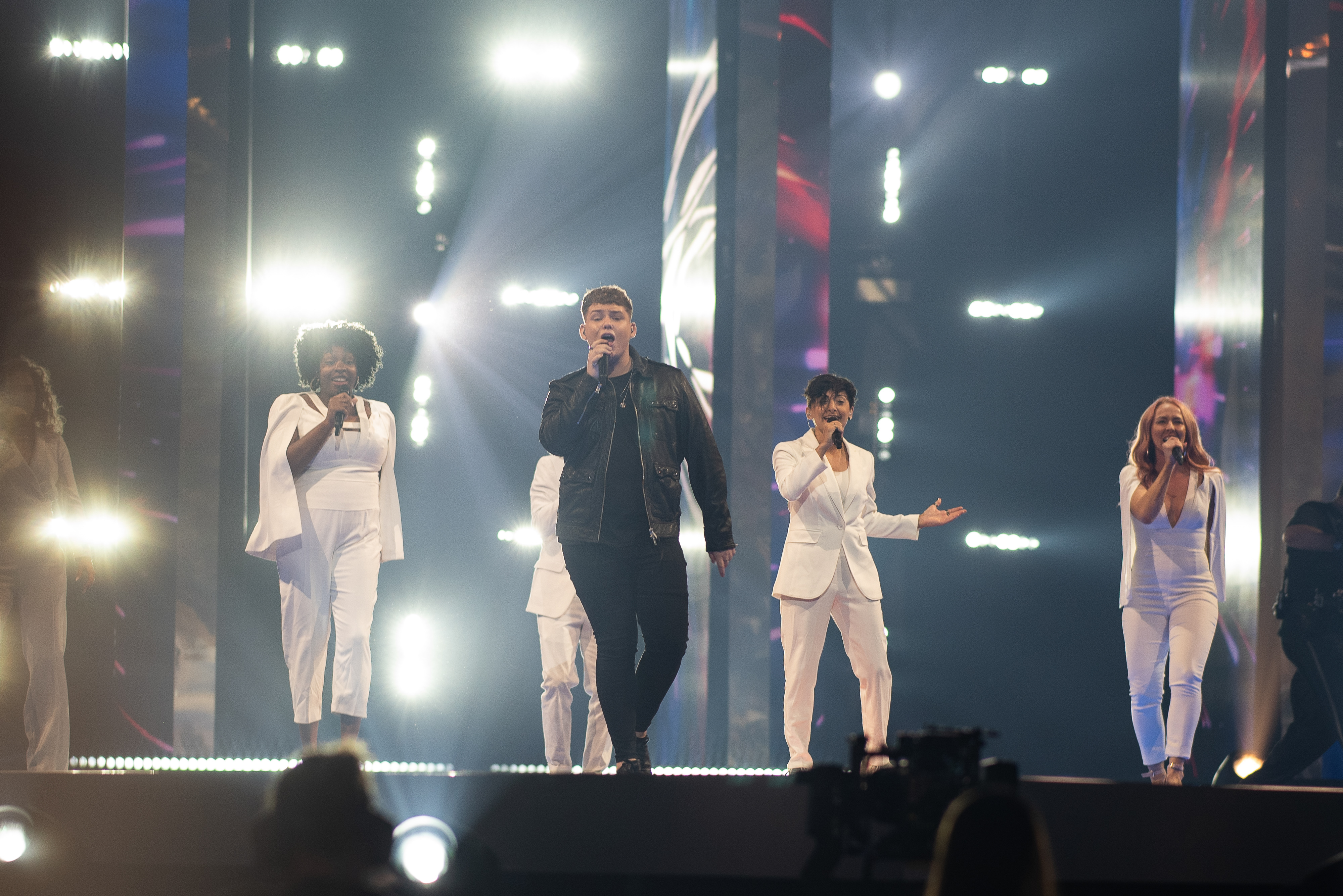
Michael Rice v Tel Avivu (2019)
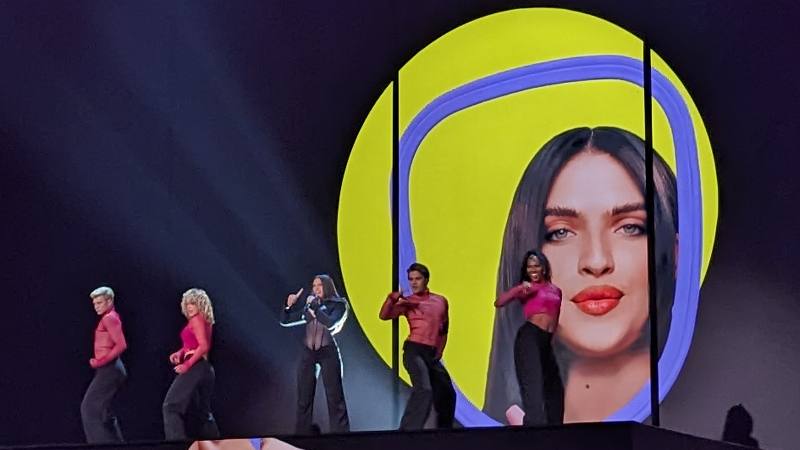
Mae Muller v Liverpoolu (2023)
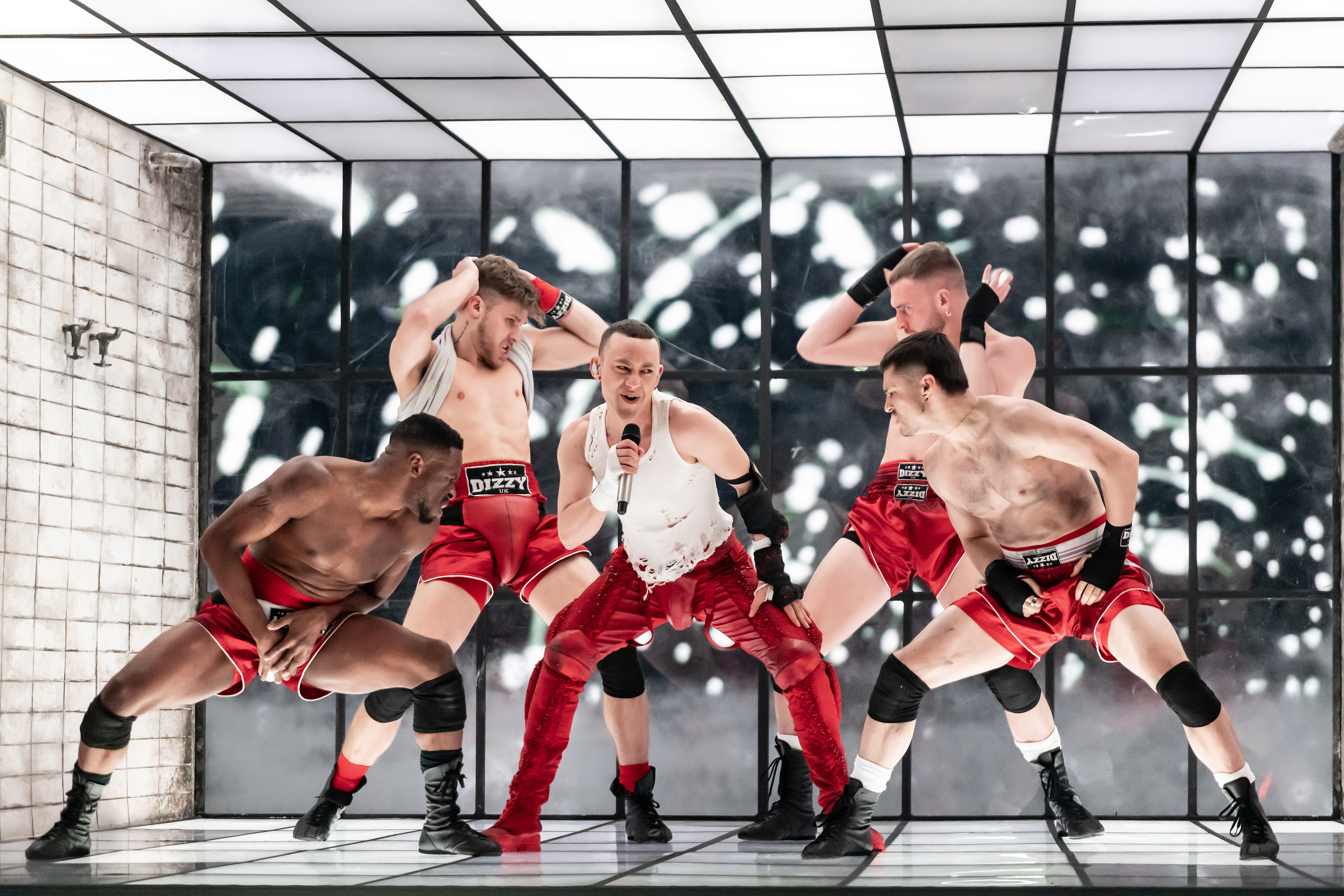
Olly Alexander v Malmö (2024)
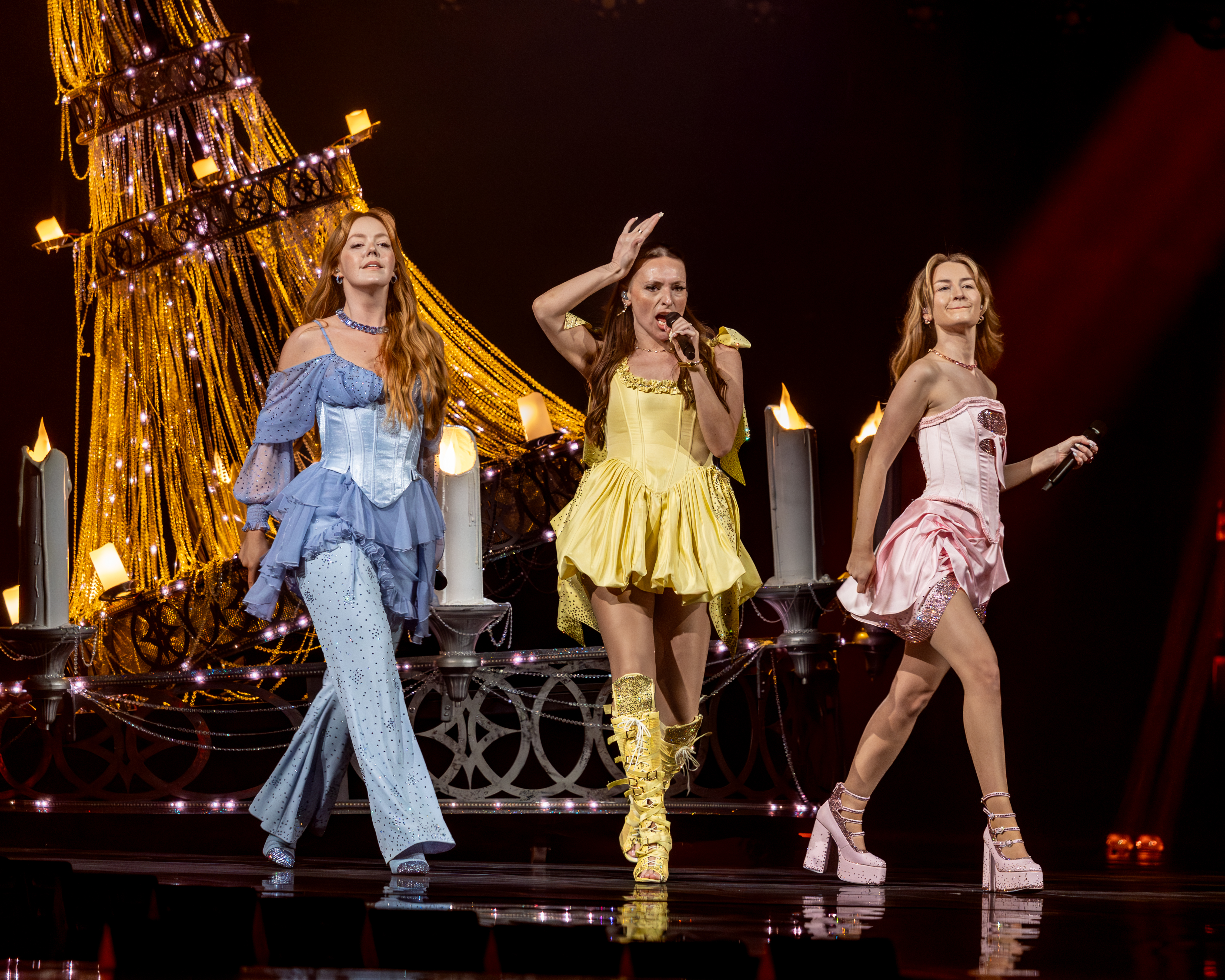
Remember Monday v Basileji (2025)